# Janitsjarspel

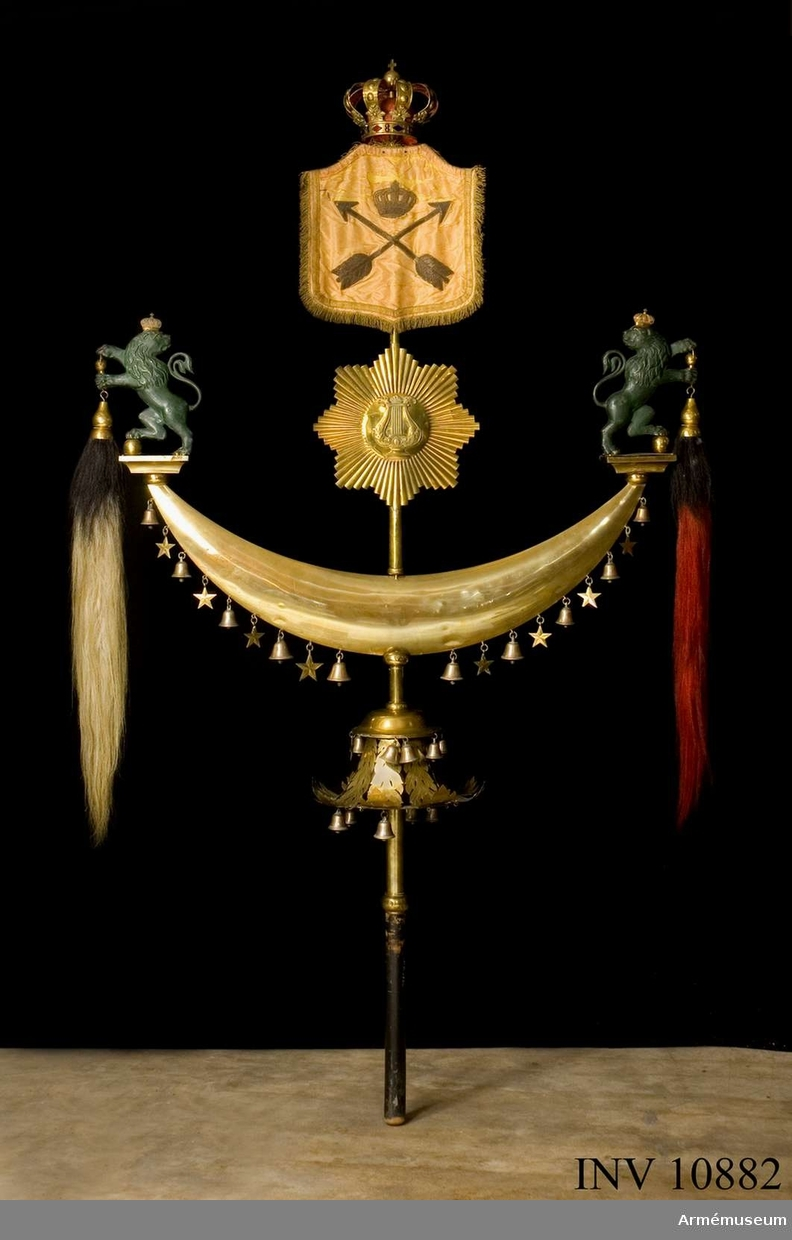
Janitsjarspel använt av Dalregementet till 1889.

Janitsjarspel, turkisk halvmåne, Mohammedsfana (tyska: Schellenbaum; engelska: Jingling Johnny; franska: chapeau chinois; även på svenska: bjällerstav) är ett slaginstrument med ursprung i janitsjarmusiken, som sedan 1700-talet användes i europeiska militärmusikkårer. Det fungerar därvid ofta som fälttecken.    
Janitsjarspelet är vanligtvis 2 till 2 ½ meter långt och består av upprättstående trästång med en konisk mässingsprydnad i toppen och med ett halvmåneformat korsstycke, även av mässing. Många klockor är fästa vid halvmånen och på andra ställen på instrumentet. Ofta hänger två hästsvansar av olika färger från halvmånen, ibland röda för att symbolisera slagfältet. Det hålls vertikalt och spelas genom att antingen skakas upp och ner eller genom att vridas.
Janitsjarspelet var känt i Europa sedan 1500-talet, men infördes i den europeiska militärmusiken först vid mitten av 1700-talet. Dess höjdpunkt var perioden 1750–1850, men kom sedan att avskaffas i många länders militärmusikkårer. I den brittiska armén avskaffades det 1837, men det används fortfarande i de tyska och ryska arméerna samt i ett antal andra länders arméer som är arvtagare antingen till den tyska eller till den ryska militärmusiktraditionen, Bland dessa kan nämnas de svenska, nederländska, chilenska och kazakstanska arméerna. Två franska regementen använder fortfarande också janitsjarspel.
Det användes även i vissa operaföreställningar fram till omkring 1860.

## Bilder

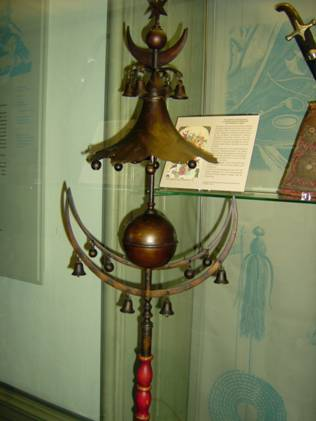
Osmanskt janitsjarspel från 1600-talet.
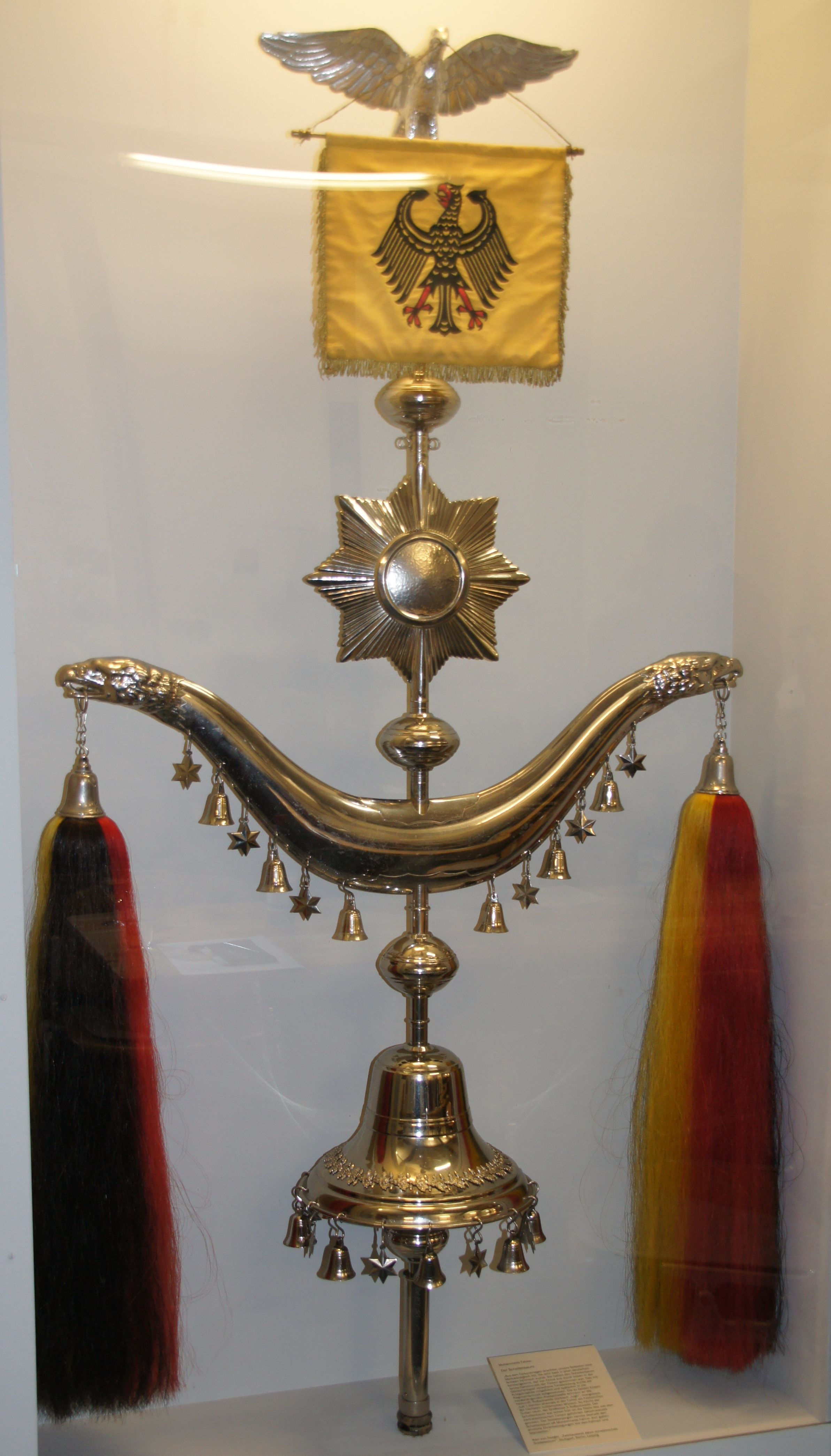
Bundeswehr.
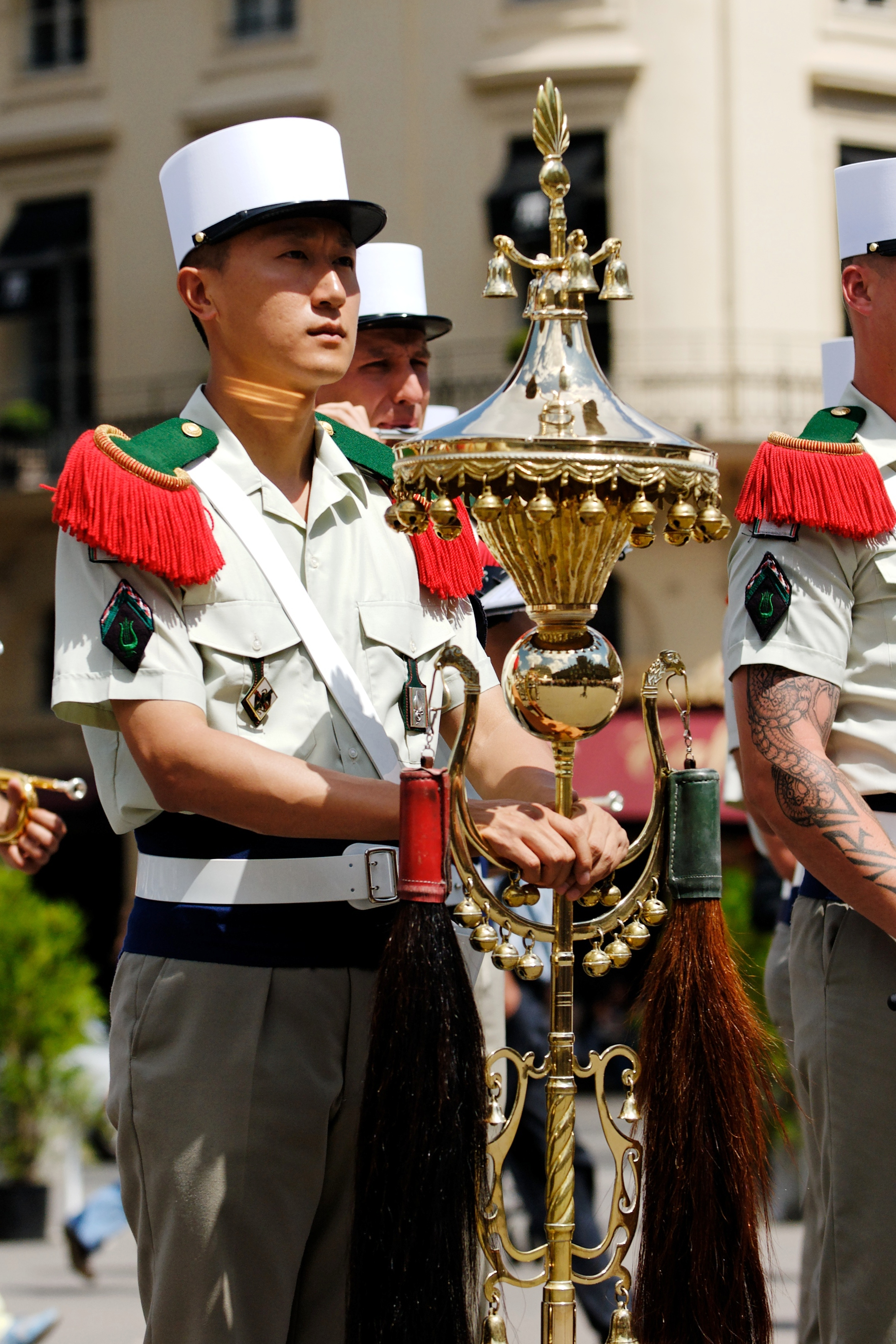
Främlingslegionen.
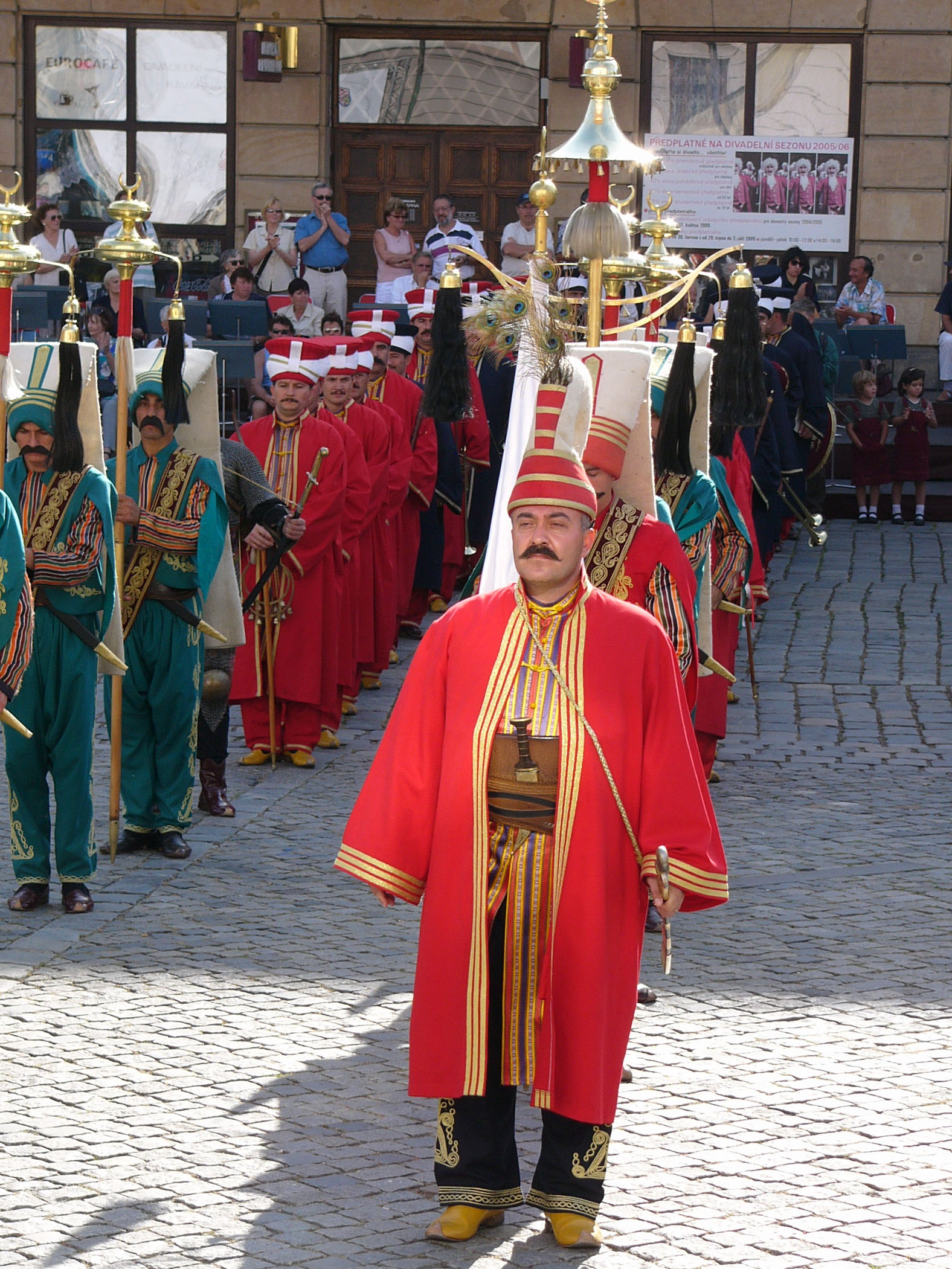
Mehterhâne.
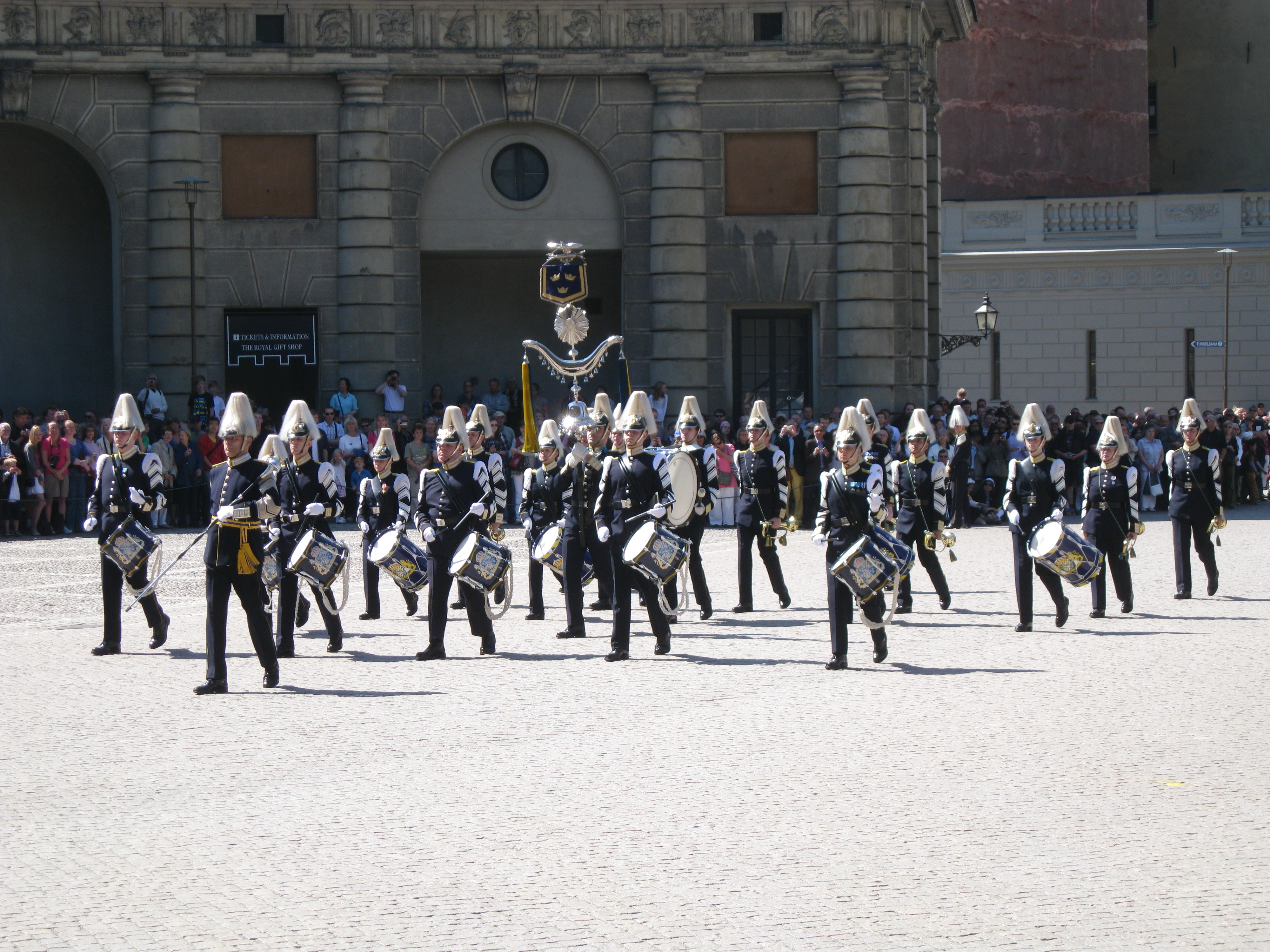
Svea Livgarde.